# Пухег
Пухег (нем. Puchegg) — коммуна (нем. Gemeinde) в Австрии, в федеральной земле Штирия.
Входит в состав округа Хартберг. Население составляет 556 человек (на 31 декабря 2008 года). Занимает площадь 13,64 км². Официальный код — 60 724.

## Политическая ситуация
Бургомистр коммуны — Зигфрид Хольцер (АНП) по результатам выборов 2005 года.
Совет представителей коммуны (нем. Gemeinderat) состоит из 9 мест.
- АНП занимает 6 мест.
- СДПА занимает 3 места.